# Xã Salem, Quận McCook, Nam Dakota
Xã Salem (tiếng Anh: Salem Township) là một xã thuộc quận McCook, tiểu bang Nam Dakota, Hoa Kỳ. Năm 2010, dân số của xã này là 204 người.